# The End of the Aisle
The End of the Aisle (o traducido como "El final del pasillo") es el vigésimo segundo episodio de la novena temporada de la serie de televisión de CBS How I Met Your Mother y el episodio número 206 en general.

## Reparto
| - Josh Radnor como Ted Mosby. - Jason Segel como Marshall Eriksen. - Cobie Smulders como Robin Scherbatsky. - Neil Patrick Harris como Barney Stinson. - Alyson Hannigan como Lily Aldrin. - Cristin Milioti como La Madre. - Bob Saget como Futuro Ted Mosby (voz, no acreditado) | - John Lithgow - Jerome Whittaker - Tim Gunn - Él mismo - Taran Killam - Gary Blauman - Tracey Ullman - Genevieve Scherbatsky - Ray Wise - Robin Scherbatsky, Sr. - Ben Vereen - Rev. Sam Gibbs - Frances Conroy - Loretta Stinson - Wayne Brady - James Stinson - Marshall Manesh - Ranjit - William Zabka - Él mismo |

## Trama
Barney y Robin cada uno sufren ataques de pánico a las 17:28 el domingo, solo 32 minutos antes de la boda. Robin considera escapar por la ventana, como Ted y Victoria lo hicieron un año antes en la boda de Victoria. Después de que ella dice cómo hubiera deseado que Barney hubiera encontrado su medallón como signo de su fiabilidad, Ted le da secretamente el medallón, que él recuperó del río, a Barney y lo insta a llevarse el mérito por encontrarlo. Cuando Robin se da cuenta de la verdad, ella recuerda la deshonestidad de Barney y comienza a considerar que Ted es la persona adecuada para ella después de todo. Ted se niega a huir con ella, reconociendo al fin que él y Robin no son las mismas personas que se amaron una vez y que ella y Barney están destinados a estar juntos. No convencida, Robin decide huir por su propia cuenta y choca con la bajista de la banda, el evento que el Ted del futuro describe a sus hijos como «cómo Robin conoció a su madre».
Mientras tanto, Marshall y Lily logran calmar a Barney, pero descubren que él está teniendo dificultades para escribir sus votos matrimoniales. Cuando Lily menciona lo egoístas y fáciles que sus votos son para llevarlos a cabo, Barney comenta acerca de cómo Lily y Marshall han roto todos sus votos matrimoniales durante los años. Ellos están decepcionados al darse cuenta de que Barney está en lo correcto. Sin embargo, pasan un momento en el altar para actualizar sus votos y prometen seguir actualizándolos cuando lo necesiten en vez de hacer promesas perfectas. Barney es testigo del momento y va a encontrar a Robin.
Robin se disculpa por hacer caer a la Madre, quien ve que Robin está tratando de huir. Ya que ellas no se conocen mutuamente, la Madre no persuade a Robin a quedarse, pero en su lugar la anima a tomar tres respiraciones profundas. La Madre se va mientras Robin sigue la sugerencia de la Madre y Barney aparece. Él promete hacer solo un voto a ella: él siempre será honesto con ella y comienza con revelar que Ted había encontrado su medallón.
Según la boda comienza, Barney tiene un último ataque de pánico que Marshall termina con el bofetada final de la apuesta de bofetadas. La ceremonia se lleva a cabo sin problemas, incluso con la llegada de un oso que llevaba los anillos (aunque Barney cancela el gorila que llevaría las flores en el último momento) y concluye con Robin y Barney casados ante sus familiares y amigos.

## Música
- Future Days - Pearl Jam
- Canon in D - Johann Pachelbel
- Sandcastles in the Sand (instrumental)

## Blog de Barney
Barney comparte algunos votos que nunca llegó a decir a Robin.